# Anisodes ockendeni
Anisodes ockendeni là một loài bướm đêm trong họ Geometridae.